# Globba

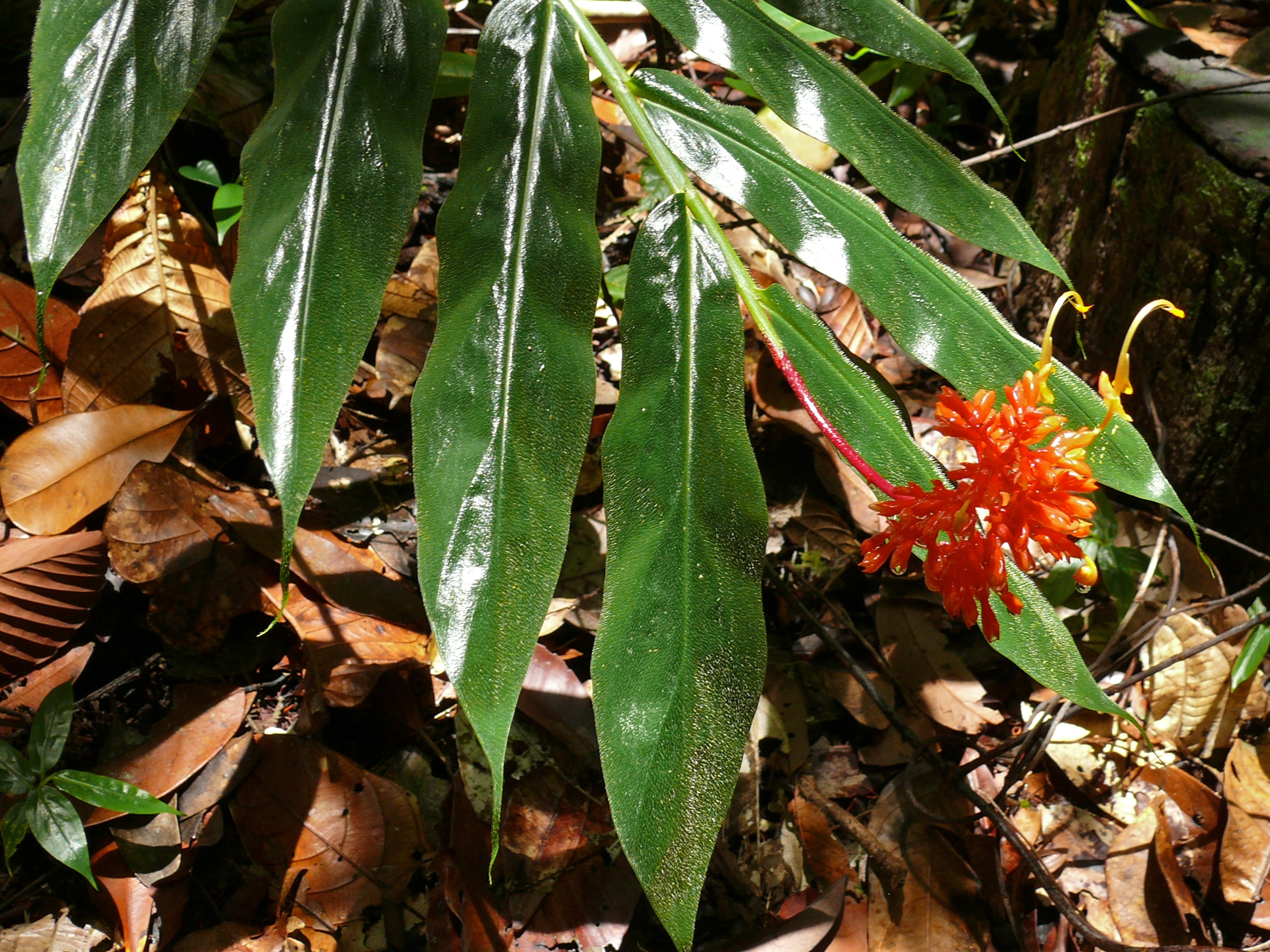
Globba atrosanguinea

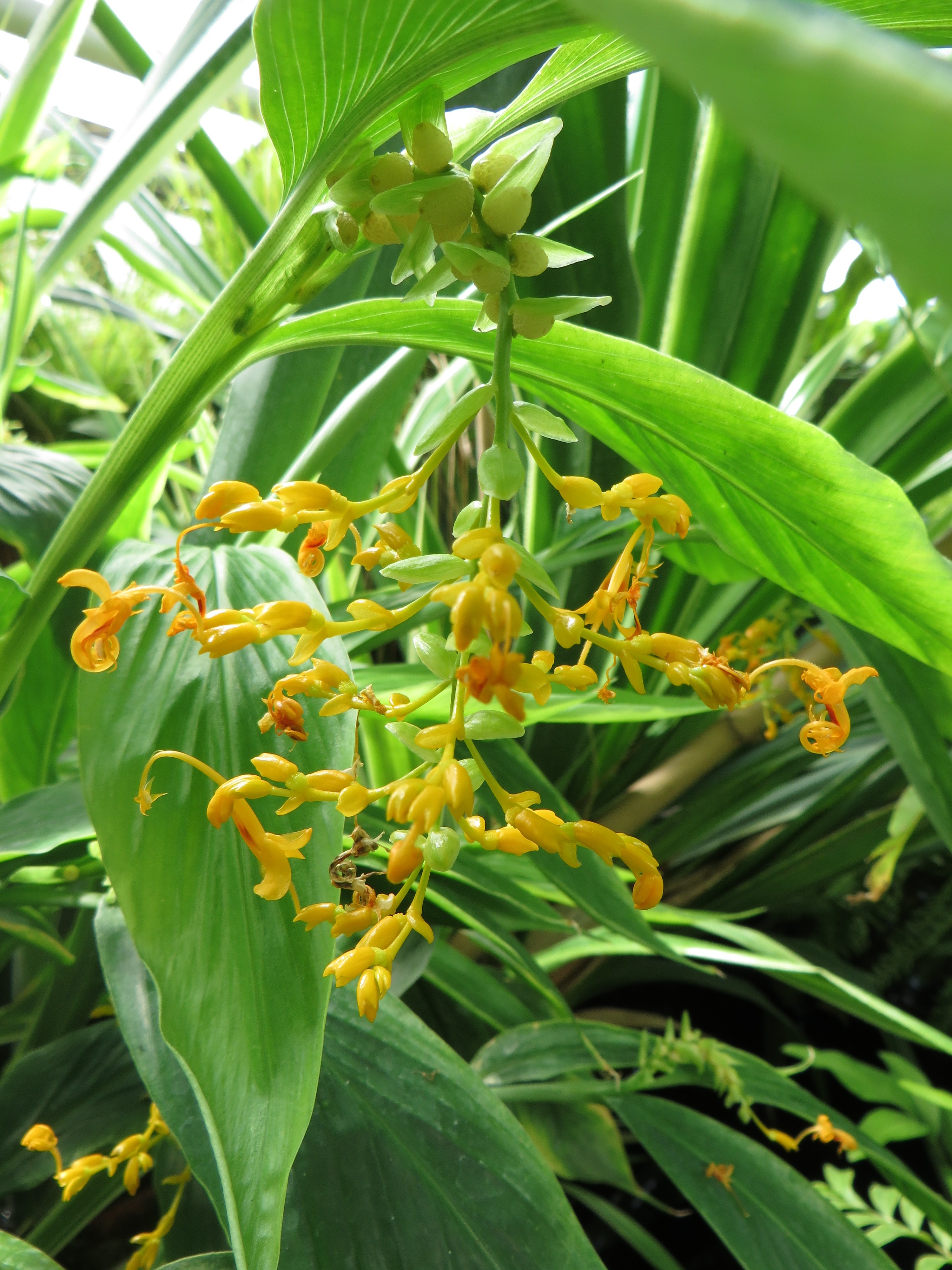
Kwiatostan Globba marantina (u nasady z bulwkami)

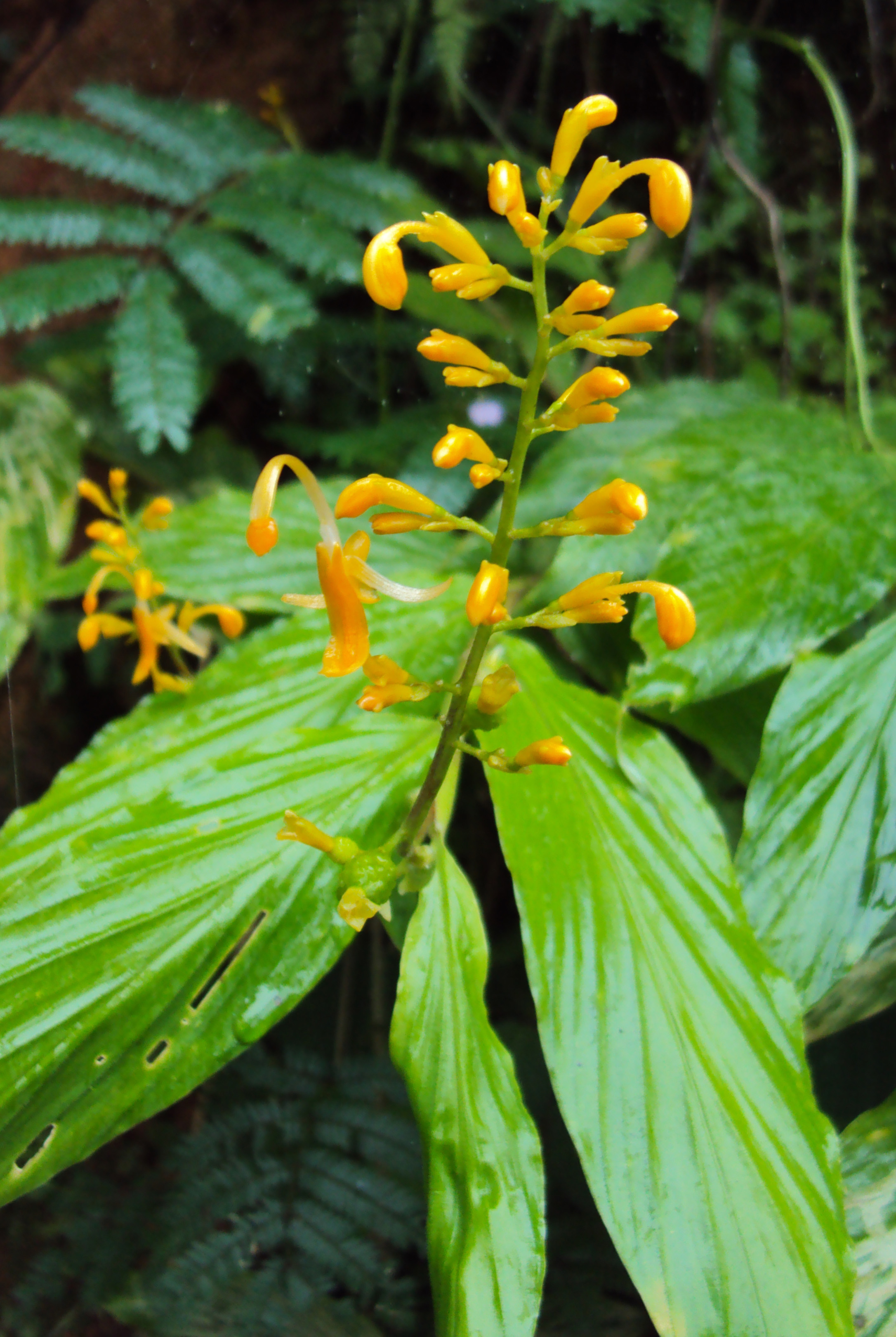
Globba sessiflora

Globba, truchlin (Globba L.) – rodzaj bylin z rodziny imbirowatych (Zingiberaceae). Obejmuje ok. 100–102 gatunki. Występują one w południowo-wschodniej Azji – od Indii po Chiny i Archipelag Malajski, poza tym na Nowej Gwinei i jeden gatunek także w północno-wschodniej Australii (prawdopodobnie jeden gatunek w ogóle rośnie na wschód od linii Wallace’a – Globba marantina. W odróżnieniu od większości przedstawicieli rodziny rośliny te są dość niskie, a ich nibyłodygi cienkie i wiotkie. Rosną na stanowiskach cienistych i półcienistych na żyznych glebach, niektóre także na skałach.
Rośliny te uprawiane są w tropikalnych ogrodach jako ozdobne. Są wrażliwe na mróz i w klimacie umiarkowanym uprawiane mogą być tylko w szklarniach i ogrodach zimowych. Niektóre gatunki wykorzystywane są lokalnie jako lecznicze. Globba marantina uprawiana i wykorzystywana jest jako roślina przyprawowa – przyprawą są jej bulwki używane podobnie jak kardamon, pobudzające apetyt.

## Morfologia
PokrójRośliny zielne z pełzającym kłączem, z bulwami korzeniowymi, w których gromadzona jest skrobia. Z kłącza wyrastają nibyłodygi tworzone z pochew liściowych osiągające do 1,5 m wysokości. Liście o blaszce owalnej lub lancetowatej osadzone na krótkich ogonkach lub siedzące.
KwiatyZebrane w luźny lub gęsty kwiatostan szczytowy, składający się z barwnych podsadek, z kątów których wyrastają kilku- lub wielokwiatowe wierzchotki jednoramienne. W dolnej części kwiatostanu tworzą się zwykle bulwki zamiast kwiatów. Niektóre gatunki wytwarzają w kwiatostanie regularnie bulwki, a rzadziej kwiaty (G. marantina i G. aphanantha). Kielich dzwonkowaty lub stożkowaty, z trzema ząbkami lub klapkami na szczycie. Korona w kolorze białym, żółtym, pomarańczowym lub różowym, składa się z trzech płatków tworzących długą, często cienką i haczykowato wygiętą rurkę, środkowy listek jest całobrzegi lub dwudzielny, zrośnięty z nitką płonnego prątniczka i jedynego płodnego pręcika w warżkę (labellum). Boczne prątniczki płatkowate, nie przyrośnięte do warżki, są eliptyczne i kończą się na tym samym poziomie co płatki korony. Słupek jeden, z zalążnią jednokomorową.
OwoceKuliste lub elipsoidalne torebki, gładkie, brodawkowate lub prążkowane, zawierające liczne, drobne nasiona z białą osnówką.

## Systematyka
Rodzaj należy do plemienia Globbeae z podrodziny Zingiberoideae z rodziny imbirowatych Zingiberaceae. Rodzaj jest bardzo zróżnicowany, w jego obrębie występują także poliploidy i aneuploidy. Jest najbardziej zróżnicowanym rodzajem w obrębie plemienia, do którego poza nim należą dwa rodzaje: Gagnepainia i Hemiorchis, każdy z trzema gatunkami. Do rodzaju włączane są, dawniej wyodrębniane, gatunki z rodzaju Mantisia Sims.
Wykaz gatunków
- Globba acehensis A.Takano & H.Okada
- Globba adhaerens Gagnep.
- Globba albiflora Ridl.
- Globba albobracteata N.E.Br.
- Globba andersonii C.B.Clarke ex Baker
- Globba angcorensis Gagnep.
- Globba annamensis Gagnep.
- Globba arracanensis Kurz
- Globba atrosanguinea Teijsm. & Binn.
- Globba aurantiaca Miq.
- Globba aurea Elmer
- Globba bicolor Gagnep.
- Globba bokorensis Nob.Tanaka & Tagane
- Globba brachyanthera K.Schum.
- Globba bracteolata Wall. ex Baker
- Globba brevifolia (K.Schum.) K.Schum.
- Globba cambodgensis Gagnep.
- Globba campsophylla K.Schum.
- Globba candida Gagnep.
- Globba cernua Baker
- Globba chekiangensis G.Y.Li, Z.H.Chen & G.H.Xia
- Globba clarkei Baker
- Globba colpicola K.Schum.
- Globba corneri A.A.Weber
- Globba curtisii Holttum
- Globba emeiensis Z.Y.Zhu
- Globba fecunda A.Takano & H.Okada
- Globba flagellaris K.Larsen
- Globba flavibracteata A.Takano & H.Okada
- Globba fragilis S.N.Lim
- Globba franciscii Ridl.
- Globba garrettii Kerr
- Globba geoffrayi Gagnep.
- Globba glandulosa Ridl.
- Globba globulifera Gagnep.
- Globba gracilis K.Schum.
- Globba hasseltii Boerl.
- Globba holttumii S.N.Lim
- Globba insectifera Ridl.
- Globba integra Ridl.
- Globba ×intermedia S.N.Lim
- Globba keithii Ridl.
- Globba kerrii Craib
- Globba laeta K.Larsen
- Globba lancangensis Y.Y.Qian
- Globba latifolia Ridl.
- Globba leucantha Miq.
- Globba leucocarpa Ridl.
- Globba macrocarpa Gagnep.
- Globba macroclada Gagnep.
- Globba maculata Blume
- Globba magnibracteata Y.Y.Sam
- Globba marantina L.
- Globba menglianensis Y.Y.Qian
- Globba merrilli Ridl.
- Globba mogokensis W.W.Sm. & Banerji
- Globba multiflora Wall. ex Baker
- Globba multifolia A.Takano & H.Okada
- Globba muluensis R.M.Sm.
- Globba nawawii Ibrahim & K.Larsen
- Globba nisbetiana Craib
- Globba nuda K.Larsen
- Globba obscura K.Larsen
- Globba orixensis Roxb.
- Globba paniculata Valeton
- Globba parva Gagnep.
- Globba parviflora C.Presl
- Globba patens Miq.
- Globba pauciflora King ex Baker
- Globba pendula Roxb.
- Globba platystachya Baker
- Globba praecox K.J.Williams & Paisooks.
- Globba propinqua Ridl.
- Globba pumila Ridl.
- Globba purpurascens Craib
- Globba pyramidata Gagnep.
- Globba racemosa Sm.
- Globba radicalis Roxb.
- Globba rahmanii Yusof
- Globba ranongensis Picheans. & Tiyaw.
- Globba reflexa Craib
- Globba rosea Gagnep.
- Globba salarkhanii (M.A.Rahman & Yusuf) Govaerts
- Globba schomburgkii Hook.f.
- Globba sessiliflora Sims
- Globba sherwoodiana W.J.Kress & V.Gowda
- Globba siamensis (Hemsl.) Hemsl.
- Globba spathulata Roxb.
- Globba subscaposa Collett & Hemsl.
- Globba substrigosa King ex Baker
- Globba talangensis A.Takano & H.Okada
- Globba tembatensis Y.Y.Sam & Julius
- Globba thorelii Gagnep.
- Globba tricolor Ridl.
- Globba unifolia Ridl.
- Globba urophylla K.Schum.
- Globba ustulata Gagnep.
- Globba variabilis Ridl.
- Globba wardii (B.L.Burtt & R.M.Sm.) K.J.Williams
- Globba wengeri (C.E.C.Fisch.) K.J.Williams
- Globba winitii C.H.Wright
- Globba xantholeuca Craib
- Globba yeatsiana Craib